# Thyrogonia aurantiiventris
Thyrogonia aurantiiventris là một loài bướm đêm thuộc phân họ Arctiinae, họ Erebidae.